# فتیشیسم (فیلم)
«فتیشیسم» (انگلیسی: Fetishes) فیلمی در ژانر مستند به کارگردانی نیک برومفیلد است که در سال ۱۹۹۶ منتشر شد.